# Perebea tessmannii
Perebea tessmannii är en mullbärsväxtart som beskrevs av Gottfried Wilhelm Johannes Mildbraed. Perebea tessmannii ingår i släktet Perebea och familjen mullbärsväxter. Inga underarter finns listade i Catalogue of Life.